# Krupkait
Krupkait (Žák & al., 1974), chemický vzorec PbCuBi3S6, je kosočtverečný minerál.

Pojmenován podle místa prvního nálezu: obec Krupka v Krušných horách.

## Vznik
V žilách na rozhraní ruly a ortoklasového pegmatitu.

## Morfologie
Tvoří vláknité agregáty a mikroskopické paralelní srůsty s bismutinitem.

## Vlastnosti
- Fyzikální vlastnosti: Tvrdost 4.
- Optické vlastnosti: Barva: ocelově šedá, lesk kovový, průhlednost: opakní, vryp černý.
- Chemické vlastnosti: Cu 5,83 %, Bi 57,51 %, Pb 19,01 %, S 17,65 %.

## Využití
Praktické využití nemá.

## Naleziště
Poprvé byl objeven v Horní Krupce v křemenné žíle bohaté na nerosty Bi ve štole Barbora, později byl objeven v Bohutíně u Příbrami jako součást 2-3 mm velkých, velmi drobně jehličkovitých agregátů v křemeni. Na Slovensku identifikován v jednom vzorku rézbanyitu (směs krupkaitu s hammaritem) z Dobšiné, ojedinělý z Hodruši z měděné zóny žíly Rozália, mikroskopické jehličky z Mýta pod Ďumbierom.